# Varanus tristis
Varanus tristis är en ödleart som beskrevs av Hermann Schlegel 1839. Varanus tristis ingår i släktet Varanus och familjen Varanidae.
Denna varan blir med svans ungefär 75 cm lång och 250 g tung. Vuxna exemplar har på huvudet, på ryggen och på svansens främre del en svart till grå grundfärg. På grundfärgen finns många ljusa rosetter som kan vara vita, gråa, blåa eller rosa. Främst i södra delen av utbredningsområdet har svansen flera ljusa ringar. Klorna är böjda och skarpa. På huvudet saknas fläckar och den har en spetsig form. Varanus tristis är på undersidan vit eller ljusgrå. Svansen har ett runt genomsnitt.
Arten förekommer i nästan hela Australien i lämpliga habitat. Honor lägger ägg. Den vistas i öknar, i klippiga regioner, i gräsmarker, i buskskogar och i torra skogar. Exemplaren gömmer sig ofta i bergssprickor. De klättrar i växtligheten och vistas sällan på marken. Varanus tristis är även aktiv under vintern när vädret tillåter aktiviteter. Denna ödla äter mindre fåglar och andra ödlor samt deras ägg. Under sommaren skapas fettreserver i kroppen för den kalla årstiden. För längre vilopauser uppsöks trädens håligheter. Några fåglar försvarar sina ägg med höga skrik och hotfulla rörelser. I Kakadu nationalpark sker parningen i maj och juni och fram till juni läggs ägg. Troligtvis har individerna doftkörtlar för att hitta varandra. Hannarnas revir är med 40 hektar betydligt större än honornas territorium som är 4 hektar stort. En hanne vandrade 890 meter per dygn.
För beståndet är inga hot kända. Hela populationen antas vara stabil. IUCN listar arten som livskraftig (LC).

## Underarter
Arten delas in i följande underarter:
- V. t. tristis
- V. t. orientalis